# Verneiges
 Verneiges  es una comuna (municipio) de Francia, en la región de Lemosín, departamento de Creuse, en el distrito de Aubusson y cantón de Chambon-sur-Voueize.
Su población en el censo de 1999 era de 86 habitantes.
Está integrada en la Communauté de communes d’Évaux-les-Bains et de Chambon-sur-Voueize.